# لمور قهوه‌ای سنفورد
 لمور قهوه‌ای سنفورد (نام علمی: Eulemur sanfordi) نام یک گونه از تیره لموریان است.